# エディ・アルバレス
エディ・アルバレス（Eddie Alvarez、1984年1月11日 - ）は、アメリカ合衆国の男性総合格闘家。ペンシルベニア州フィラデルフィア出身。ヒカルド・アルメイダBJJ所属。元UFC世界ライト級王者。元Bellator世界ライト級王者。

## 来歴
フィラデルフィアの中でも治安の悪いケンジントン地区で生まれ育ち、8歳から父親のもとでボクシングを始め、11歳からレスリングを始めた。高校ではレスリング、アメリカンフットボール、陸上競技で優秀な成績を収め、バーシティレターを受賞した。いくつかの大学からレスリングで奨学金の申し出を受けるが、総合格闘技の道に進む決心をしていたアルバレスは申し出を全て断り、セメント工として働きながら2003年3月、スティーブン・ヘイグの主宰するファイト・ファクトリーに入門し、同年12月14日にプロデビューした。
2006年6月3日、MFCウェルター級王座決定戦でデリック・ノーブルと対戦し、パウンドで1RKO勝ちを収め、王座獲得に成功した。
2006年8月26日、MARSで初来日し、小池秀信と対戦。パウンドで1RTKO勝ち。
2006年12月2日、BodogFightで行われたMFCウェルター級タイトルマッチで挑戦者のアーロン・ライリーと対戦し、スタンドパンチ連打で1RKO勝ちを収め、王座の初防衛に成功した。
2007年4月14日、Bodogウェルター級タイトルマッチで挑戦者のニック・トンプソンと対戦し、カウンターの左ジャブでダウンを奪われパウンドで2RTKO負け。キャリア初黒星を喫し、王座から陥落した。

### DREAM
2008年にDREAMと契約を結ぶと同時に階級を1階級下のライト級に落とした。
2008年3月15日、DREAM.1のライト級グランプリ1回戦でアンドレ・ジダと対戦、序盤にジダのパンチを貰ってぐらつく場面があったものの、直後にテイクダウンを奪いグラウンドで圧倒して、最後はマウントパンチで1RTKO勝ち。この試合はファン投票で同大会のベストバウトに選ばれた。
2008年5月11日、DREAM.3のライト級グランプリ2回戦でアルバレスが対戦を希望していたヨアキム・ハンセンと対戦。1回戦のジダ戦を上回る打ちつ打たれつの殴り合いを繰り広げ、パンチで2度のダウンを奪い、テイクダウンの数で上回るなど試合を優勢に進めて3-0の判定勝ち。DREAM史に残る激闘を繰り広げた両者に対して観客からはスタンディングオベーションが送られた。試合後、マイクを握ったハンセンが「日本のファンの前で負けてしまったけど、ありがとうございました」と挨拶すると、アルバレスがマイクで「それは違うと思います。私たち2人が勝者です!」と語り、ハンセンもそれに応えて互いに健闘を称え合った。
2008年7月21日、DREAM.5のライト級グランプリ準決勝で川尻達也と対戦。序盤に川尻のパンチをくらいダウンを喫するも、ダメージを物ともせずに壮絶な殴り合いを繰り広げ、最後はパウンドで1RTKO勝ち。しかし、川尻との試合で眼球損傷および眼下底骨折の疑いによりドクターストップとなり、決勝を辞退した。決勝にはヨアキム・ハンセンがアルバレスの代役として出場し青木真也をパウンドで破り優勝を果たした。
2008年12月31日、Dynamite!! 〜勇気のチカラ2008〜でライト級グランプリ決勝で対戦するはずであった青木真也と対戦し、ヒールホールドで1R一本負けを喫した。この試合で右足靭帯を負傷し、2009年1月23日にExtreme Challengeで対戦予定であった小谷直之との試合は中止となった。

### Bellator
2009年、新団体Bellatorと契約を果たし、4月3日にライト級トーナメント1回戦に出場、グレッグ・ローランと対戦し、ギロチンチョークで1R一本勝ちを収めた。5月1日の準決勝ではエリック・レイノルズにリアネイキドチョークで3R一本勝ち。6月19日の決勝ではトビー・イマダにリアネイキドチョークで2R一本勝ちを収め、初代Bellator世界ライト級王座に認定された。
2009年10月25日、DREAM初のケージ開催となったDREAM.12で菊野克紀と対戦し、肩固めで2R一本勝ちを収めた。
2010年10月21日、Bellator 33でロジャー・ウエルタと対戦し、2R終了時に目の負傷によるドクターストップでTKO勝ちを収めた。
2011年4月2日、Bellator 39のBellator世界ライト級タイトルマッチで挑戦者のパット・カランと対戦し、3-0の5R判定勝ち。王座の初防衛に成功した。
2011年11月19日、Bellator 58のBellator世界ライト級タイトルマッチで挑戦者のマイケル・チャンドラーと対戦。試合開始早々にチャンドラーの猛攻を受けるも耐え抜き、それ以降は一進一退の死闘を繰り広げたものの、4Rに右フックでぐらつき、倒れたところにリアネイキドチョークで一本負け。2度目の防衛に失敗し、王座から陥落した。
2012年4月21日、Bellator 66で青木真也と再戦し、青木が右肘打ちを空振りしたところにカウンターの右アッパーを合わせ、ダウンした青木をパウンドで追撃して1RTKO勝ち。約3年4か月越しのリベンジを果たした。同年10月12日、Bellator 76でパトリッキー・フレイレと対戦し、右ハイキックで1RKO勝ち。
2013年11月2日、Bellator 106のBellator世界ライト級タイトルマッチで王者マイケル・チャンドラーと再戦。前回同様に激闘を繰り広げた末に、僅差で2-1の5R判定勝ち。約2年越しのリベンジを果たすと同時に王座再獲得に成功した。
2014年5月17日のBellator 120のBellator世界ライト級タイトルマッチでマイケル・チャンドラーと再戦予定だったが怪我で欠場。その後王座を返上しBellatorから離脱した。

### UFC
2014年9月27日、UFC初参戦となったUFC 178でライト級ランキング5位のドナルド・セラーニと対戦。2Rから打撃で押され、3Rには再三貰ったローキックでダウンを喫し0-3の判定負け。
2015年6月13日、UFC 188でライト級ランキング4位のギルバート・メレンデスと対戦し、一進一退の攻防を繰り広げて、僅差で2-1の判定勝ち。
2016年1月17日、UFC Fight Night: Dillashaw vs. Cruzでライト級ランキング1位の元UFC世界ライト級王者アンソニー・ペティスと対戦し、テイクダウンとグラウンドを中心に攻めて、2-1の判定勝ち。

#### UFC世界王座獲得
2016年7月7日、UFC Fight Night: dos Anjos vs. AlvarezのUFC世界ライト級タイトルマッチで王者ハファエル・ドス・アンジョスに挑戦し、右フックでぐらつかせたところに追撃のスタンドパンチ連打で1RTKO勝ち。王座獲得に成功し、パフォーマンス・オブ・ザ・ナイトを受賞した。また、UFCとBellatorで王座を獲得した初めての選手となった。

#### 世界王座陥落
2016年11月12日、UFC 205のUFC世界ライト級タイトルマッチで一階級下のUFC世界フェザー級王者コナー・マクレガーの挑戦を受け、1Rからマクレガーのカウンターに苦戦を強いられ、2Rに左フックでダウンを喫しパウンドでTKO負け。王座の初防衛に失敗し、王座から陥落した。
2017年5月13日、UFC 211でライト級ランキング9位のダスティン・ポイエーと対戦し、2Rに手をついた状態のポイエーの頭部にアルバレスの膝蹴りが入ったものの、レフェリーが膝蹴りは故意に放たれたものでは無いと判断したため、無効試合となった。
2017年8月30日、「The Ultimate Fighter」のシーズン26でジャスティン・ゲイジーとそれぞれのチームのコーチを務めた。
2017年12月2日、UFC 218でライト級ランキング5位のジャスティン・ゲイジーと対戦。一進一退の攻防を繰り広げ、3Rに膝蹴りでダウンを奪い、パウンドでKO勝ち。ファイト・オブ・ザ・ナイトを受賞し、ゲイジーにキャリア初黒星を付けた。
2018年7月28日、UFC on FOX 30でライト級ランキング4位のダスティン・ポイエーと再戦。2Rに反則である垂直方向の肘打ちをポイエーの肩に放ってしまい試合が中断、再開された直後にパンチ連打でTKO負け。この試合を最後にUFCとの契約が満了となりフリーエージェントとなった。

### ONE Championship
2018年10月15日、ONE Championshipと契約を交わしたことが発表された。
2019年3月31日、ONE Fighting Championship初参戦となったONE Championship: A New Eraのライト級ワールドグランプリ一回戦でティモフィ・ナシューヒンと対戦。下馬評を覆され、パウンドで1RTKO負けを喫した。
2019年8月2日、ナシューヒンが負傷欠場したため、アルバレスが敗者復活でライト級ワールドグランプリ準決勝へ進出し、エドゥアルド・フォラヤンと対戦。フォラヤンのカーフキックに座り込むようにしてダウンするが、スイープからリアネイキドチョークを極め逆転の1R一本勝ち。
2019年9月26日、ザイード・アサラナリエフと対戦予定だったライト級ワールドグランプリ決勝を怪我のために欠場することが発表された。
2021年4月7日、ONE on TNT 1でライト級ランキング2位のユーリ・ラピクスと対戦し、1Rにアルバレスがラピクスの後頭部にパウンドを放ったため、アルバレスの失格負けとなった。しかしその後、ONE Championshipで審議され、レフェリーは失格負けではなくまずイエローカードを提示するべきだったとして、裁定がノーコンテストに変更された。
2022年9月21日、ONE Championshipを離脱しフリーエージェントとなった。

### BKFC
2023年4月29日、ベアナックル・ボクシングデビュー戦となったBKFC 41でチャド・メンデスと対戦し、ダウンを奪い合う死闘の末に5回2-1の判定勝ち。

## ファイトスタイル
スタンドでは常にアグレッシブに攻め立てるスタイルを信条としており、強烈かつ回転力のあるパンチを最大の武器としている。スタンドの攻防において、打ち合いとなると強さを見せる反面、ガードが甘いためダウンを奪われることが多いが、直ぐに立ち直すリカバリーの速さと決して諦めないハートの強さを持つ。また、スタンドのみならず、レスリングの攻防にも優れており、テイクダウンからのパウンドも得意としている。

## 人物・エピソード
- ヨアキム・ハンセンは憧れの選手であり、DREAM.1のライト級グランプリ1回戦で勝利した翌日の記者会見で、「2回戦で対戦したい相手は誰ですか？」という質問に対して「ハンセンは自分の憧れの選手だから是非とも戦いたい」と返答。DREAM.3のライト級グランプリ2回戦で念願のハンセン戦が実現し、名勝負を繰り広げた末に、戦いを通じて友情が芽生え、前述のように試合後にはスタンディングオベーションが起こる中、互いの健闘を称え合った。また、アルバレスはDREAM.5のライト級グランプリ準決勝を勝ち上がったものの、眼球損傷および眼下底骨折の疑いによりドクターストップとなり、決勝を辞退することが決まった時、リザーバーとして自身の代わりに決勝戦を戦うことになったハンセンに対して「自分の代わりに優勝してくれ」と涙を流しながらを激励した。そしてハンセンは見事に激励に応えて優勝。優勝直後にマイクを握ったハンセンは「初防衛戦では是非ともエディと戦わせてほしい」とコメントし、アルバレスも笑顔でそれに応えた。
- 「ガードからの攻防って伝わりにくいだろう？だから殴って勝つんだ。誰が見ても、楽しめる試合をするのが僕の役目」[1]と語り、強力なパンチと抜群の身体能力を活かして、スタンドでもグラウンドでも常に打撃でアグレッシブに攻めまくるファイトスタイルで多くのKO勝利と名勝負を連発している[16]。
- 父親はプエルトリコ人、母親はアイルランド人、父方の祖父はボクサーである[1]。
- 2008年9月、15歳から付き合っていた女性と結婚式を挙げた。男児を2人もうけている[1]。
- 試合に勝利した後、トップロープやケージからの宙返りを行なうのが恒例となっている。

## 戦績

### 総合格闘技
| 総合格闘技 戦績 | 総合格闘技 戦績 | 総合格闘技 戦績 | 総合格闘技 戦績 | 総合格闘技 戦績 | 総合格闘技 戦績 | 総合格闘技 戦績 |
| --------------- | --------------- | --------------- | --------------- | --------------- | --------------- | --------------- |
| 40 試合         | (T)KO           | 一本            | 判定            | その他          | 引き分け        | 無効試合        |
| 30 勝           | 16              | 8               | 6               | 0               | 0               | 2               |
| 8 敗            | 4               | 2               | 2               | 0               | 0               | 2               |

| 勝敗 | 対戦相手                     | 試合結果                                   | 大会名                                                                     | 開催年月日     |
| ×    | オク・レユン                 | 5分3R終了 判定0-3                          | ONE on TNT 4                                                               | 2021年4月28日  |
| －   | ユーリ・ラピクス             | 1R 1:03 ノーコンテスト（後頭部へのパンチ） | ONE on TNT 1                                                               | 2021年4月7日   |
| ○    | エドゥアルド・フォラヤン     | 1R 2:16 リアネイキドチョーク               | ONE Championship: Dawn Of Heroes 【ONE世界ライト級グランプリ準決勝】       | 2019年8月2日   |
| ×    | ティモフィ・ナシューヒン     | 1R 4:05 TKO（右ストレート→パウンド）       | ONE Championship: A New Era 【ONE世界ライト級グランプリ一回戦】            | 2019年3月31日  |
| ×    | ダスティン・ポイエー         | 2R 4:05 TKO（スタンドパンチ連打）          | UFC on FOX 30: Alvarez vs. Poirier 2                                       | 2018年7月28日  |
| ○    | ジャスティン・ゲイジー       | 3R 3:59 KO（右膝蹴り→パウンド）            | UFC 218: Holloway vs. Aldo 2                                               | 2017年12月2日  |
| －   | ダスティン・ポイエー         | 2R 4:12 無効試合（故意で無い反則打）       | UFC 211: Miocic vs. dos Santos 2                                           | 2017年5月13日  |
| ×    | コナー・マクレガー           | 2R 3:04 TKO（左フック→パウンド）           | UFC 205: Alvarez vs. McGregor 【UFC世界ライト級タイトルマッチ】            | 2016年11月12日 |
| ○    | ハファエル・ドス・アンジョス | 1R 3:49 TKO（スタンドパンチ連打）          | UFC Fight Night: dos Anjos vs. Alvarez 【UFC世界ライト級タイトルマッチ】   | 2016年7月7日   |
| ○    | アンソニー・ペティス         | 5分3R終了 判定2-1                          | UFC Fight Night: Dillashaw vs. Cruz                                        | 2016年1月17日  |
| ○    | ギルバート・メレンデス       | 5分3R終了 判定2-1                          | UFC 188: Velasquez vs. Werdum                                              | 2015年6月13日  |
| ×    | ドナルド・セラーニ           | 5分3R終了 判定0-3                          | UFC 178: Johnson vs. Cariaso                                               | 2014年9月27日  |
| ○    | マイケル・チャンドラー       | 5分5R終了 判定2-1                          | Bellator 106 【Bellator世界ライト級タイトルマッチ】                        | 2013年11月2日  |
| ○    | パトリッキー・フレイレ       | 1R 4:54 KO（右ハイキック）                 | Bellator 76                                                                | 2012年10月12日 |
| ○    | 青木真也                     | 1R 2:14 TKO（右アッパー→パウンド）         | Bellator 66                                                                | 2012年4月21日  |
| ×    | マイケル・チャンドラー       | 5分4R 3:06 リアネイキドチョーク            | Bellator 58 【Bellator世界ライト級タイトルマッチ】                         | 2011年11月19日 |
| ○    | パット・カラン               | 5分5R終了 判定3-0                          | Bellator 39 【Bellator世界ライト級タイトルマッチ】                         | 2011年4月2日   |
| ○    | ロジャー・ウエルタ           | 2R終了時 TKO（ドクターストップ）           | Bellator 33                                                                | 2010年10月21日 |
| ○    | ジョシュ・ニアー             | 2R 2:08 チョークスリーパー                 | Bellator 17                                                                | 2010年5月6日   |
| ○    | 菊野克紀                     | 2R 3:42 肩固め                             | DREAM.12                                                                   | 2009年10月25日 |
| ○    | トビー・イマダ               | 2R 0:38 チョークスリーパー                 | Bellator XII 【ライト級トーナメント 決勝】                                 | 2009年6月19日  |
| ○    | エリック・レイノルズ         | 3R 1:30 チョークスリーパー                 | Bellator V 【ライト級トーナメント 準決勝】                                 | 2009年5月1日   |
| ○    | グレッグ・ローラン           | 1R 2:44 ギロチンチョーク                   | Bellator I 【ライト級トーナメント 1回戦】                                  | 2009年4月3日   |
| ×    | 青木真也                     | 1R 1:32 アキレス腱固め                     | Dynamite!! 〜勇気のチカラ2008〜                                            | 2008年12月31日 |
| ○    | 川尻達也                     | 1R 7:35 TKO（パウンド）                    | DREAM.5 ライト級グランプリ2008 決勝戦 【ライト級グランプリ 準決勝】        | 2008年7月21日  |
| ○    | ヨアキム・ハンセン           | 2R（10分/5分）終了 判定3-0                 | DREAM.3 ライト級グランプリ2008 2nd ROUND 【ライト級グランプリ 2回戦】      | 2008年5月11日  |
| ○    | アンドレ・ジダ               | 1R 6:47 TKO（マウントパンチ）              | DREAM.1 ライト級グランプリ2008 開幕戦 【ライト級グランプリ 1回戦】         | 2008年3月15日  |
| ○    | ロス・エバネス               | 2R 2:32 TKO（パウンド）                    | ShoXC: Elite Challenger Series                                             | 2008年1月25日  |
| ○    | マット・リー                 | 5分3R終了 判定3-0                          | BodogFight: Alvarez vs. Lee                                                | 2007年7月14日  |
| ×    | ニック・トンプソン           | 2R 4:32 TKO（パウンド）                    | BodogFight: Clash of the Nations 【Bodogウェルター級タイトルマッチ】       | 2007年4月14日  |
| ○    | スコット・ヘンジー           | 1R 4:13 TKO（コーナーストップ）            | BodogFight: Costa Rica Combat                                              | 2007年2月17日  |
| ○    | アーロン・ライリー           | 1R 1:05 KO（スタンドパンチ連打）           | BodogFight: USA vs. Russia 【MFCウェルター級タイトルマッチ】               | 2006年12月2日  |
| ○    | 小池秀信                     | 1R 1:26 TKO（パウンド）                    | MARS in 両国国技館 〜NEW DEAL〜                                            | 2006年8月26日  |
| ○    | デリック・ノーブル           | 1R 1:10 KO（パウンド）                     | Mix Fighting Championships: USA vs. Russia 3 【MFCウェルター級王座決定戦】 | 2006年6月3日   |
| ○    | 花澤大介13                   | 1R 4:00 TKO（パウンド）                    | Euphoria: USA vs. Japan                                                    | 2005年11月5日  |
| ○    | ダニラ・ヴェセロフ           | 2R 2:15 TKO（パウンド）                    | Euphoria: USA vs. Russia                                                   | 2005年5月14日  |
| ○    | 池本誠知                     | 2R 1:25 TKO（パウンド）                    | Euphoria: USA vs. World                                                    | 2005年2月26日  |
| ○    | クリス・シェルシンガー       | 1R 1:00 ギブアップ（パンチ連打）           | Reality Fighting 7 【RFウェルター級タイトルマッチ】                        | 2004年10月16日 |
| ○    | アダム・フィーロン           | 1R 2:06 ギブアップ（パンチ連打）           | Ring of Combat 6                                                           | 2004年4月24日  |
| ○    | アンソニー・ラドンナ         | 1R 3:57 KO（パウンド）                     | Ring of Combat 5                                                           | 2003年12月14日 |

### ベアナックル・ボクシング
- 1戦 1勝 1敗

| 戦           | 日付          | 勝敗 | 時間    | 内容    | 対戦相手         | 国籍           | 備考    |
| ------------ | ------------- | ---- | ------- | ------- | ---------------- | -------------- | ------- |
| 2            | 2023年12月2日 | 敗北 | 2R 終了 | TKO     | マイク・ペリー   | アメリカ合衆国 | BKFC 56 |
| 1            | 2023年4月29日 | 勝利 | 5R      | 判定2-1 | チャド・メンデス | アメリカ合衆国 | BKFC 41 |
| テンプレート |               |      |         |         |                  |                |         |

### グラップリング・柔術
| 勝敗 | 対戦相手               | 試合結果             | 大会名            | 開催年月日   |
| ×    | チャールズ・オリベイラ | 判定負け（ポイント） | CBJJ open NewYork | 2006年?月?日 |

## 獲得タイトル
- Reality Fightingウェルター級王座（2004年）
- 初代Bodogウェルター級王座（2006年）
- Bellatorシーズン1 ライト級トーナメント 優勝（2009年）
- 初代Bellator世界ライト級王座（2009年）
- 第3代Bellator世界ライト級王座（2013年）
- 第8代UFC世界ライト級王座（2016年）

## 表彰
- UFC ファイト・オブ・ザ・ナイト（1回）
- UFC パフォーマンス・オブ・ザ・ナイト（1回）
- SHERDOG ファイト・オブ・ザ・イヤー（2008年/川尻達也戦）
- スポーツ・イラストレイテッド ラウンド・オブ・ザ・イヤー（2008年/川尻達也戦）
- Yahoo! Sports ファイト・オブ・ザ・イヤー（2011年/マイケル・チャンドラー戦）